# Parves
Parves est une ancienne commune française, située dans le département de l'Ain en région Auvergne-Rhône-Alpes. Le 1er janvier 2016, elle fusionne avec la commune de Nattages pour former la commune nouvelle de Parves et Nattages.

## Géographie
Commune située à 5 km à l'est de Belley, entre le Rhône et son canal de dérivation. Elle est dans la zone d'appellation AOC des vins du Bugey.

## Histoire
Avant 1692, les registres paroissiaux du village furent communs avec ceux de Nattages puis le furent une nouvelle fois entre 1718 et 1739.
En 1792, les communes de Nattages, Parves et Chemillieu de Parves fusionnent sous le nom de commune Parves-Nattages mais Parves redevient une commune le 25 mai 1872.
Près de 150 ans plus tard, le 1er janvier 2016, les deux communes ne refont qu'une pour donner Parves-et-Nattages.

## Politique et administration

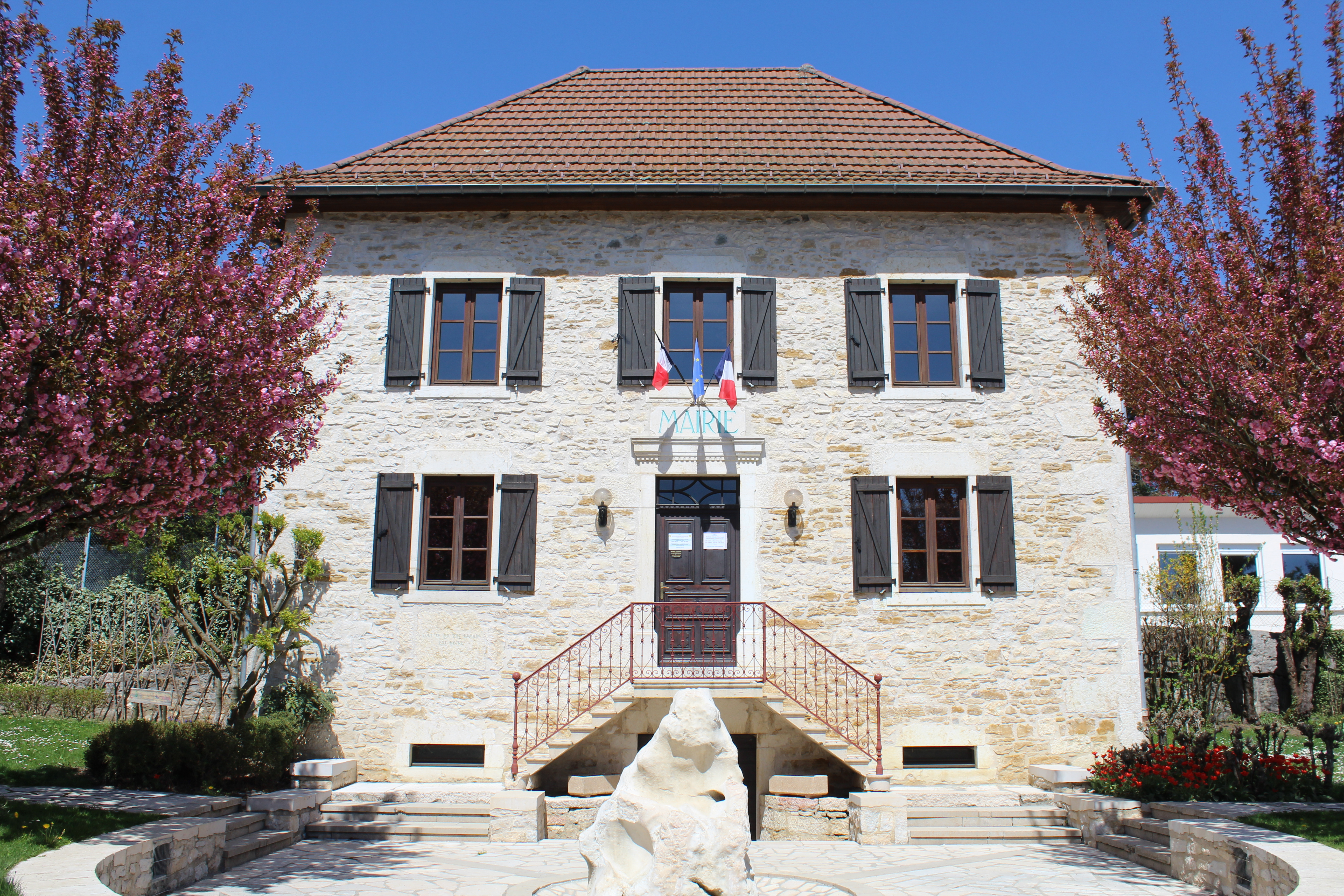
Mairie.

| Période                                  | Période       | Identité            | Étiquette | Qualité |
| ---------------------------------------- | ------------- | ------------------- | --------- | ------- |
| septembre 1981                           | mars 2014     | Jean-Claude Leriget | PCF       |         |
| mars 2014                                | décembre 2015 | Jean-François Bijot |           |         |
| Les données manquantes sont à compléter. |               |                     |           |         |

| Période      | Période  | Identité            | Étiquette | Qualité |
| ------------ | -------- | ------------------- | --------- | ------- |
| janvier 2016 | En cours | Jean-François Bijot |           |         |

## Démographie
L'évolution du nombre d'habitants est connue à travers les recensements de la population effectués dans la commune depuis 1793. Pour les communes de moins de 10 000 habitants, une enquête de recensement portant sur toute la population est réalisée tous les cinq ans, les populations de référence des années intermédiaires étant quant à elles estimées par interpolation ou extrapolation. Pour la commune, le premier recensement exhaustif entrant dans le cadre du nouveau dispositif a été réalisé en 2005.
En 2018, la commune comptait 357 habitants, en évolution de −3,25 % par rapport à 2012 (Ain : +5,15 %, France hors Mayotte : +2,11 %).
| 1793 | 1800 | 1806 | 1821 | 1831  | 1836  | 1841  | 1846  | 1851  |
| ---- | ---- | ---- | ---- | ----- | ----- | ----- | ----- | ----- |
| 856  | 424  | 966  | 967  | 1 195 | 1 070 | 1 073 | 1 224 | 1 214 |

| 1856  | 1861  | 1866  | 1872 | 1876 | 1881 | 1886 | 1891 | 1896 |
| ----- | ----- | ----- | ---- | ---- | ---- | ---- | ---- | ---- |
| 1 133 | 1 097 | 1 094 | 377  | 357  | 353  | 374  | 362  | 344  |

| 1901 | 1906 | 1911 | 1921 | 1926 | 1931 | 1936 | 1946 | 1954 |
| ---- | ---- | ---- | ---- | ---- | ---- | ---- | ---- | ---- |
| 317  | 327  | 302  | 264  | 234  | 218  | 206  | 161  | 165  |

| 1962 | 1968 | 1975 | 1982 | 1990 | 1999 | 2005 | 2006 | 2010 |
| ---- | ---- | ---- | ---- | ---- | ---- | ---- | ---- | ---- |
| 166  | 152  | 171  | 249  | 286  | 320  | 334  | 333  | 360  |

| 2015 | 2018 | - | - | - | - | - | - | - |
| ---- | ---- | - | - | - | - | - | - | - |
| 371  | 357  | - | - | - | - | - | - | - |

## Culture et patrimoine

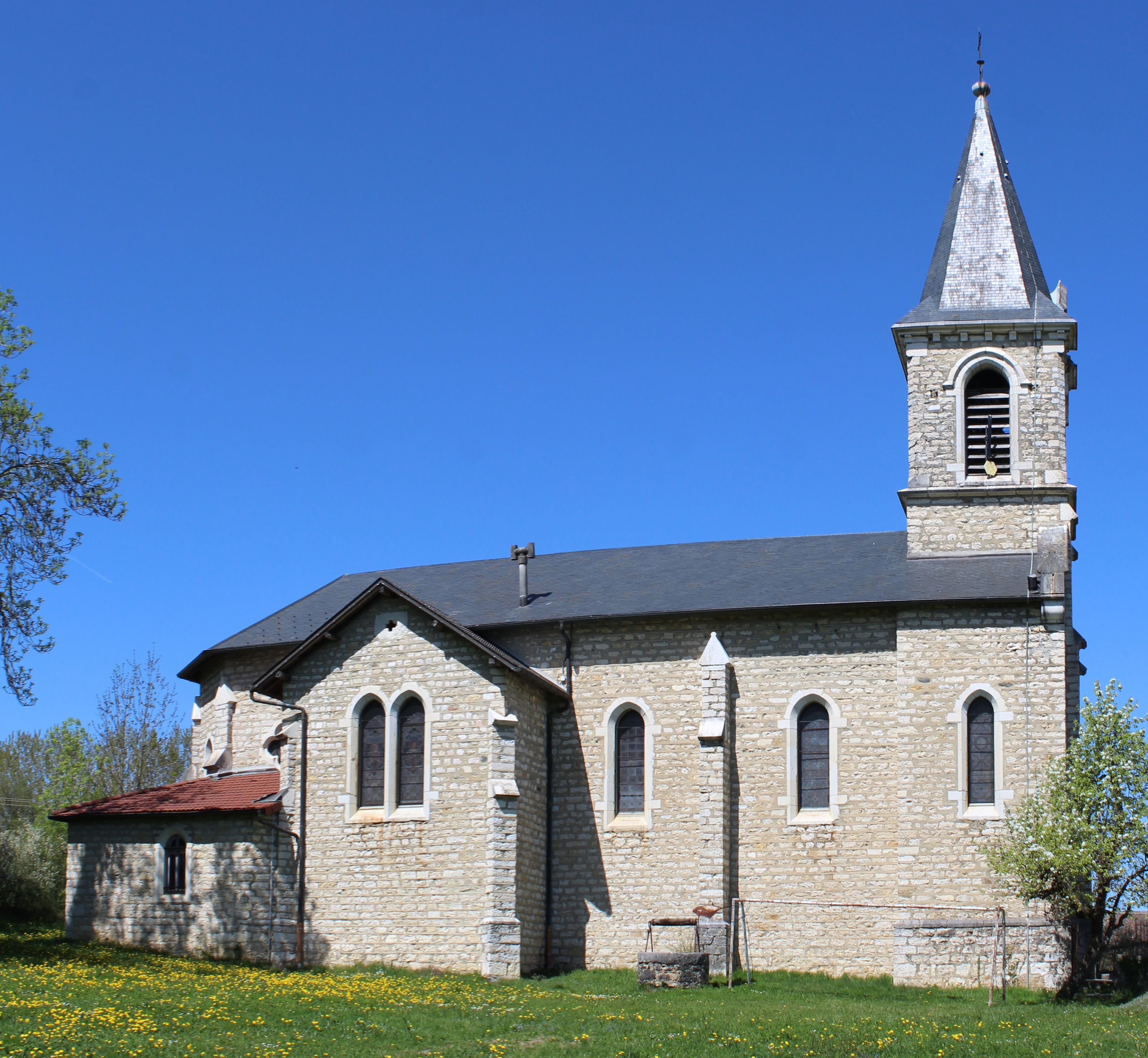
Église Saint-Pierre.

### Lieux et monuments
- La pierre à bassins de Rosset fait l’objet d’un classement au titre des monuments historiques depuis le 3 mai 1913.
- Pierre à bassins de Bagneux également classée.
- Église datée de 1894.